# Nagyatád
Nagyatád é uma cidade da Hungria, situada no condado de Somogy. Tem 70,6 km² de área e sua população em 2019 foi estimada em 10.212 habitantes.